# Centro Internacional de Ocio y Exposiciones de Beirut
El Centro Internacional de Ocio y Exposiciones de Beirut (en árabe: مركز بيال) es una gran instalación de usos múltiples, en el centro de Beirut. Es el complejo más grande en su tipo en el Líbano, alberga exposiciones (como la Feria del Libro de Beirut), conferencias, conciertos y eventos privados. Se inauguró el 28 de noviembre de 2001. Algunos eventos destacados realizados allí incluye el concierto de la cantante estadounidense de pop-R & B Mariah Carey como parte de su Charmbracelet World Tour el 24 de febrero de 2004, o el concierto del Músico pop británico Phil Collins en 2005, un evento de caridad para los niños con cáncer.